# مونروپینو
مونروپینو (به ایتالیایی: Monrupino) یک کومونه در ایتالیا است که در استان تریسته واقع شده‌است.

## خصوصیات
مونروپینو ۱۲٫۷ کیلومترمربع مساحت و ۸۴۸ نفر جمعیت دارد و ۴۱۸ متر بالاتر از سطح دریا واقع شده‌است.